# Gustavo Rossi
Gustavo Rossi (Santa Fe, Argentina; 10 de diciembre de 1973) es un ex árbitro asistente internacional de fútbol argentino, que dirigió en la Primera División Argentina por 10 temporadas. Debutó en la temporada 2008-09 y fue profesional hasta la 2018-19.
Parte de la nómina de árbtiros FIFA, Rossi fue designado para representar al arbitraje de su país en la Copa América Centenario, disputada en Estados Unidos en 2016.
Tras su retiro, está abocado a la instrucción, formando parte de la Dirección Arbitral del fútbol del interior, órgano del Consejo Federal de la Asociación del Fútbol Argentino.

## Arbitraje
Tiene en su historial haber disputado varios encuentros internacionales, de Conmebol Libertadores, Conmebol Sudamericana y Eliminatorias, además de amistosos FIFA. En Argentina participó en más de nueve superclásicos entre Boca y River.
Rossi arbitró profesionalmente hasta la temporada 2019. Su último cotejo el 16 de mayo de 2019, fue por la Copa de la Superliga 2019, entre Boca Juniors y Vélez Sarsfield, con victoria local 0:0 (5:4, penales).

### Tras el retiro, la instrucción
Luego de retirarse de los campos de juego, Aumente trabaja para la Comisión Arbitral del Consejo Federal, como instructor, junto a los también ex colegidos Sergio Pezzotta, Juan Pablo Pompei, y Marcelo Aumente.